# Evermannichthys
Evermannichthys es un género de peces de la familia de los Gobiidae en el orden de los perciformes.

## Especies
- Evermannichthys bicolor (Thacker, 2001)
- Evermannichthys convictor (Böhlke & Robins, 1969)
- Evermannichthys metzelaari (Hubbs, 1923)
- Evermannichthys silus (Böhlke & Robins, 1969)
- Evermannichthys spongicola (Radcliffe, 1917